# Jari Huttunen
Jari Huttunen (* 28. února 1994 Kiuruvesi) je finský rallyový závodník, pilot týmu Hyundai Motorsport. Huttunen za Hyundai závodil už v roce 2018, poté z týmu odešel a navázel spolupráci s týmem českého závodníka, manažera a podnikatele Martina Vlčka Hyundai Koway Racing a startoval převážně pod hlavičkou polského zastoupení značky. Rovněž byl členem juniorského rally týmu automobilky Opel.

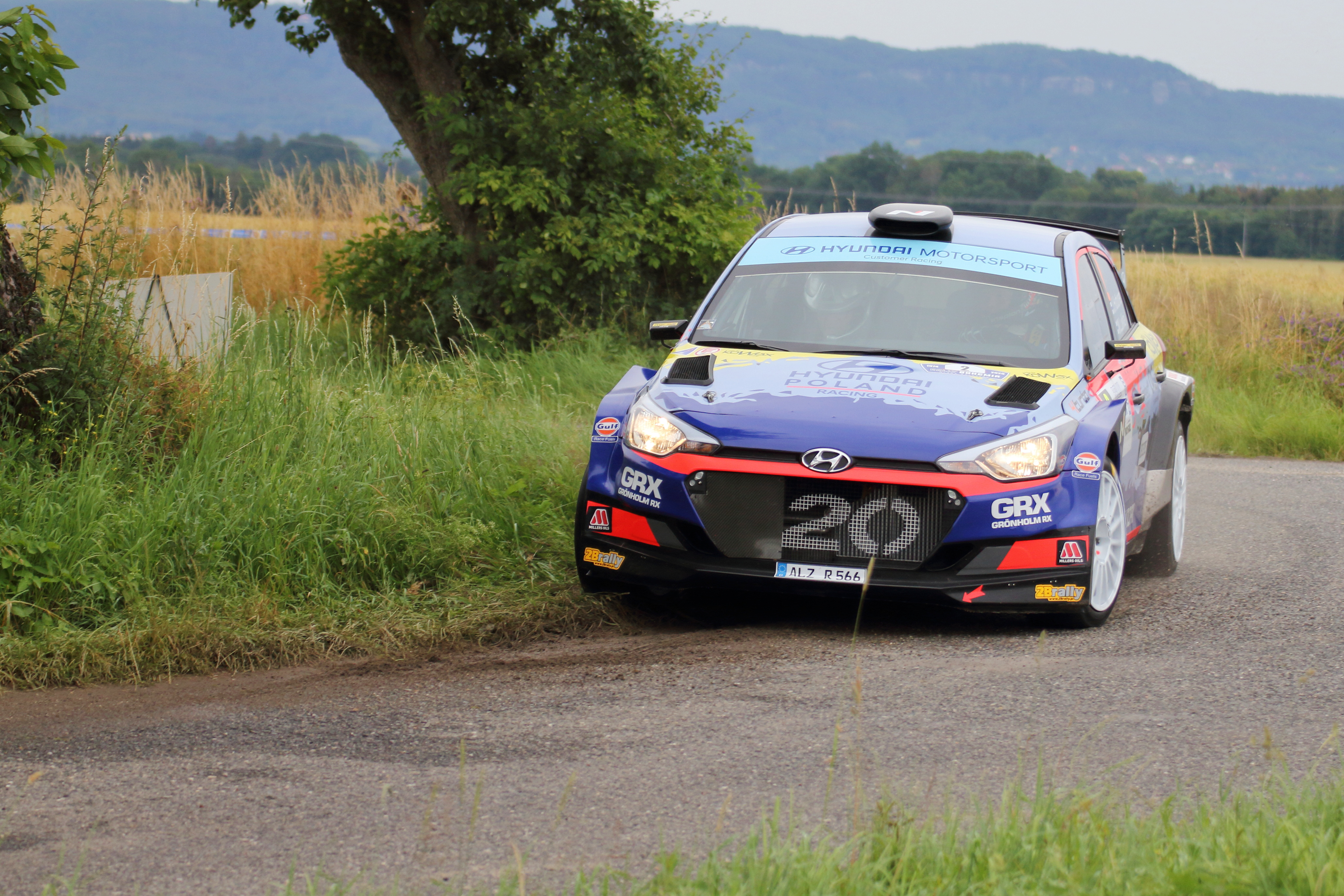
Huttunen v roce 2020 s i20 R5 na Rally Bohemia

Jari má za sebou i několik startů v rámci Mistrovství České republiky. V roce 2020 získal titul Mistra světa WRC-3.

## Výsledky

### WRC
| Rok  | Tým                     | Vůz                  | Třída  | 1   | 2       | 3      | 4     | 5     | 6      | 7       | 8     | 9       | 10    | 11      | 12     | 13  | Pos.  | Points |      |
| ---- | ----------------------- | -------------------- | ------ | --- | ------- | ------ | ----- | ----- | ------ | ------- | ----- | ------- | ----- | ------- | ------ | --- | ----- | ------ | ---- |
| 2015 | AKK Sports Team Finland | Citroën DS3 R3T Max  | WRC-3  | MON | SWE     | MEX    | ARG   | POR   | ITA    | POL     | FIN 8 | GER     | AUS   | FRA     | ESP    | GBR |       | 23.    | 4b   |
| 2017 | Printsport              | Škoda Fabia R5       | WRC-2  | MON | SWE     | MEX    | FRA   | ARG   | POR    | ITA     | POL   | FIN 1   | GER   | ESP     | GBR    | AUS |       | 16.    | 25b  |
| 2018 | Hyundai Motorsport      | Hyundai i20 R5       | WRC-2  | MON | SWE 6   | MEX 6  | FRA   | ARG   | POR 12 | ITA     | FIN 2 | GER 12  | TUR   | GBR 4   | ESP 11 | AUS |       | 8.     | 46b  |
| 2019 | Printsport              | Škoda Fabia R5       | WRC-2  | MON | SWE Ret | MEX    | FRA   | ARG   | CHL    |         |       |         |       |         |        |     |       | 24.    | 18b  |
| 2019 | Friulmotor Rally Team   | Hyundai i20 R5       | WRC-2  |     |         |        |       |       |        | POR Ret | ITA   |         |       |         |        |     |       | 24.    | 18b  |
| 2019 | Hyundai Slovenija       | Hyundai i20 R5       | WRC-2  |     |         |        |       |       |        |         |       | FIN 2   | GER   | TUR     | GBR    | ESP | AUS C | 24.    | 18b  |
| 2020 | Hyundai Poland Racing   | Hyundai i20 R5       | WRC-3  | MON | SWE 1   | MEX    | EST 2 | TUR   | ITA 1  | MNZ 3   |       |         |       |         |        |     |       | 1.     | 83b  |
| 2021 | Hyundai Motorsport N    | Hyundai i20 R5       | WRC-2  | MON | ARC Ret | CRO    | POR   | ITA 1 | KEN    | EST Ret |       |         |       |         |        |     |       | 3.     | 107b |
| 2021 | Hyundai Motorsport N    | Hyundai i20 N Rally2 | WRC-2  |     |         |        |       |       |        |         | BEL 1 | GRE     | FIN 3 | ESP Ret |        |     |       | 3.     | 107b |
| 2021 | M-Sport Ford WRT        | Ford Fiesta Rally2   | WRC-2  |     |         |        |       |       |        |         |       |         |       |         | MNZ 1  |     |       | 3.     | 107b |
| 2022 | M-Sport Ford WRT        | Ford Fiesta Rally2   | WRC-2  | MON | SWE 3   | CRO 18 | POR   | ITA 3 | KEN    | EST 4   |       | BEL Ret | GRE   | NZL     | ESP    | JPN |       | 7.*    | 45b* |
| 2022 | M-Sport Ford WRT        | Ford Puma Rally1     | Rally1 |     |         |        |       |       |        |         | FIN 9 |         |       |         |        |     |       | 22.*   | 2b*  |

### ERC
| Rok  | Tým                     | Vůz          | Třída | 1       | 2     | 3   | 4   | 5     | 6       | 7     | 8     | ERC | Body |
| ---- | ----------------------- | ------------ | ----- | ------- | ----- | --- | --- | ----- | ------- | ----- | ----- | --- | ---- |
| 2017 | Opel Rallye Junior Team | Opel Adam R2 | ERC-3 | AZO Ret | CAN 2 | ACR | CYP | POL 1 | ZLI Ret | ROM 2 | LIE 4 | 3.  | 125b |

### MČR
| Ročník | Tým                   | Automobil      | 1   | 2   | 3     | 4   | 5   | 6   | 7   | 8 | 9 | 10 | 11 | MMČR | Bod. |
| ------ | --------------------- | -------------- | --- | --- | ----- | --- | --- | --- | --- | - | - | -- | -- | ---- | ---- |
| 2020   | Hyundai Poland Racing | Hyundai i20 R5 | KRU | HUS | BOH 3 | VAL | ZLI | PAČ | KLA |   |   |    |    | 6.   | 42b  |